# Hydrophorus nebulosus
Hydrophorus nebulosus är en tvåvingeart som beskrevs av Fallen 1823. Hydrophorus nebulosus ingår i släktet Hydrophorus och familjen styltflugor. Arten är reproducerande i Sverige. Inga underarter finns listade i Catalogue of Life.